# Сохужинецький заказник
Сохужине́цький заказник — гідрологічний заказник місцевого значення в Україні. Об'єкт природно-заповідного фонду Хмельницької області.
Розташований у межах Сахновецької сільської громади Шепетівського району Хмельницької області, на південний схід від села Сохужинці.
Площа 53 га. Статус присвоєно згідно з розпорядженням Голови ОДА від 28.09.1995 року № 67-р. Перебуває у віданні: Сахновецька сільська громада.
Статус присвоєно для збереження частини заболоченої заплави річки Хомора.